# Dzedka
 (avril 2019).
 (septembre 2023).
Si vous disposez d'ouvrages ou d'articles de référence ou si vous connaissez des sites web de qualité traitant du thème abordé ici, merci de compléter l'article en donnant les références utiles à sa vérifiabilité et en les liant à la section « Notes et références ».
Dzedka (russe : Кладенец) est une créature légendaire de la mythologie biélorusse.

## Description
Dzedka est décrit comme un vieil homme ayant une longue barbe rousse et des yeux rouges. Il porte des vêtements simples et ressemble à un mendiant avec un sac.

## Mode de vie
Pendant la journée, Dzedka se promène sur les routes et dans les champs. Lorsqu'une personne rencontre Dzedka, celui ci l'endort avant qu'elle ne s'en rende compte. Lorsque la personne se réveille, elle découvre la somme d'argent rêvée. Si une personne riche mais malheureuse rencontre Dzedka, il lui montre en rêve ce qu'il doit faire pour redevenir heureux.